# Eemsdelta
Eemsdelta község Hollandiában, Groningen tartományban. 